# Puig de les Mines
El Puig de les Mines és una muntanya de 183 metres que es troba al municipi de Mont-ras, a la comarca catalana del Baix Empordà.